# Pholidocercus
Pholidocercus — викопний монотипний рід ссавців з ями Месселя, пов'язаний із сучасним їжаком і схожий на нього з одним видом Pholidocercus hassiacus. Як і їжак, він був вкритий тонкими колючками. На відміну від їжаків, у нього була луска на голові у вигляді шолома, а також довгий товстий лускатий хвіст.

## Галерея

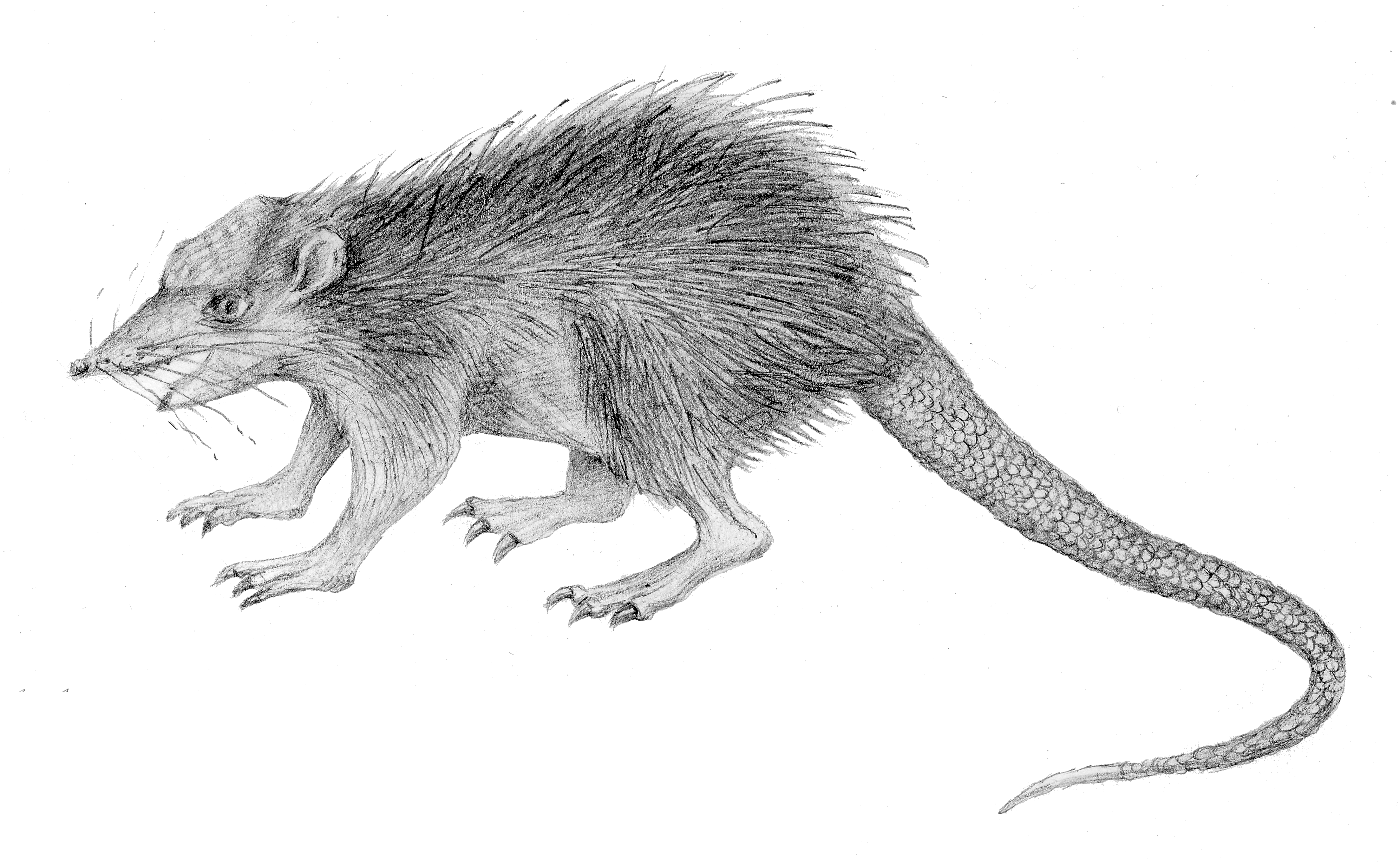
Реставрація
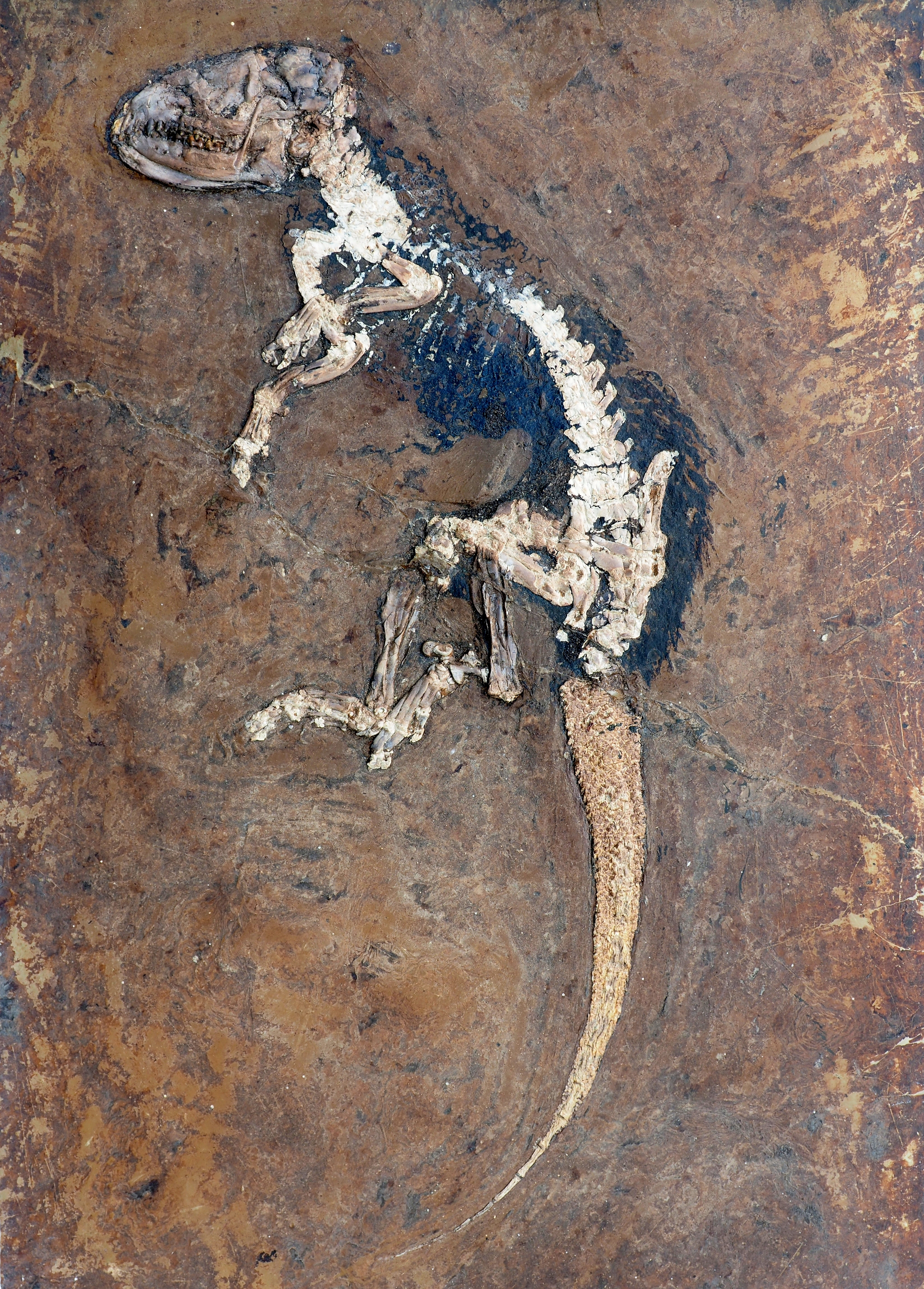
↑Pholidocercus hassiacus von Koenigswald and Storch 1983 з частково збереженим хутром і довгим товстим лускатим хвостом. Паратип видання